# Heinrich II. (Harsefeld)
Heinrich II. der Gute († 2. Oktober 1016) war Graf an der Unterelbe. Er residierte in Harsefeld, wo er auch ein Kollegiatstift zur Bewahrung seiner Memoria gründete.

## Leben
Heinrich war der älteste Sohn des Grafen Heinrich von Stade und der Judith von Rheinfranken. Der Beiname „der Gute“ ist zeitgenössisch.
Seit etwa 975 war er Graf in Harsefeld als Nachfolger seines Vaters, 
993 zog Heinrich mit seinen Brüdern Lothar Udo und Siegfried gegen die slawische Burg Brandenburg. 994 wurde er mit seinen Brüdern von Normannen gefangen genommen, kam aber nach Stellung seines Sohnes Siegfried als Geisel wieder frei.
1002 (oder 1010) gründete Heinrich ein Kollegiatstift in Harsefeld, zur Sühne eines Mordes durch Udo und Heinrich von Katlenburg, wahrscheinlich seine Neffen. Er hatte Beziehungen in den angelsächsischen Raum und ließ ab 985 Münzen nach dem Vorbild des Königs Æthelred prägen.
Heinrich war an Fehden mit den Ekkehardinern in Meißen, den Erzbischöfen von Bremen und Bischof Dietrich von Münster, seinen Neffen, beteiligt.
Sein Todestag ist im Nekrolog der Kirche St. Michael in Lüneburg unter dem 2. Oktober verzeichnet. Im Nekrolog des Domkapitels von Merseburg findet sich der Gedenkeintrag für Heinrich zweimal unter dem 1. Oktober eingetragen, einmal mit dem Zusatz servus Christi. Seine Grabstätte wurde häufig besucht. Nachfolger Heinrichs als Graf von Stade wurde sein Bruder Siegfried.

## Ehe und Nachkommen
Heinrich war mit einer Frau Mechthild aus Schwaben verheiratet. Ihr Sohn Siegfried wurde 994 als Geisel durch die Normannen getötet, nachdem sein Onkel Siegfried geflohen war.